# Osyp Maszczak
Osyp Maszczak, ukr. Осип Мащак ps. „Mak” (ur. 22 grudnia 1908 w Smolnicy, zm. 20 grudnia 1976 w Nowym Jorku) – ukraiński działacz nacjonalistyczny, członek OUN.
W pierwszej połowie lat 30. podreferent Junactwa OUN. Od sierpnia do grudnia 1934 roku prowidnyk krajowy OUN. Wielokrotnie aresztowany.
Zatrzymany po raz ostatni w grudniu 1934 roku, w czerwcu 1936 roku skazany w tzw. procesie lwowskim na 15 lat więzienia, odbywał karę w więzieniu w Berezie Kartuskiej. Uwolniony we wrześniu 1939, w 1940 działał w kwaterze OUN w Krakowie. W 1941 był jednym z dowódców grupy marszowej OUN „Piwdeń”.
Autor manifestu OUN pt. Modlitwa ukraińskiego nacjonalisty (ukr. Молитва українського націоналіста), którą każdy kto wstępował do OUN lub jej młodzieżówki musiał znać na pamięć.

## Literatura
- Roman Wysocki – Organizacja Ukraińskich Nacjonalistów w Polsce w latach 1929–1939, Lublin 2003